# Partitionstabelle
Als Partitionstabelle (englisch partition table), auch Partitionsschema (englisch partitioning scheme und partitioning style), bezeichnet man normierte Datenstrukturen, die Informationen über die Aufteilung eines Datenspeichers in separate Bereiche beinhalten. Diese Bereiche werden als Partitionen bezeichnet und sind mehrere voneinander unabhängig benutzbare Teile auf normalerweise einem Speichermedium. Partitionen können sich niemals überlappen, je nach Spezifikation können sie jedoch beispielsweise andere Partitionen beinhalten (umfassen) und als Kennzeichnung unbenutzter Bereiche dienen.
Der Begriff Partitionstabelle umfasst alle Formen der Partitionierung, wenn diese eine Tabelle verwenden; umgangssprachlich wird häufig die am weitesten verbreitete im Master Boot Record (MBR) enthaltene Partitionstabelle des IBM-kompatiblen PC mit dem Begriff gleichgesetzt, obwohl dies nicht korrekt ist. Die beiden am häufigsten verwendeten und anzutreffenden Partitionstabellen sind der schon erwähnte Master Boot Record sowie dessen Nachfolger GUID Partition Table (GPT), deutsch GUID-Partitionstabelle.
Eingeführt wurden Partitionstabellen für Festplattenlaufwerke. Auf Disketten wurde mangels Kapazität üblicherweise keine weitere Unterteilung des Datenträgers in Partitionen vorgenommen und somit auch keine Partitionstabelle eingesetzt. Auf größeren Datenspeichern wie z. B. USB-Sticks ist hingegen fast immer eine Partitionstabelle vorhanden, die allerdings im Normalfall nur eine einzige Partition über den gesamten Speicherbereich definiert.
Es gibt verschiedene Spezifikationen nach denen Partitionstabellen aufgebaut sein können. Im Falle des weit verbreiteten Master Boot Record ist die primäre Partitionstabelle inklusive eines Bootloaders innerhalb eines einzigen Datenblocks auf einem Datenträger gespeichert und umfasst präzise 64 Bytes, da sich die MBR-Partitionstabelle aus 4 Einträgen (4 primäre Partitionen) à 16 Byte zusammensetzt (4 × 16 Bytes = 64 Bytes). Der MBR muss gemäß Spezifikation im ersten Sektor eines Datenspeichers, dem Sektor mit der Nummer 0, gespeichert sein, der bei der üblichen Sektorgröße für 512 Bytes Platz bietet. Somit verbleiben 446 Bytes für einen auswechselbaren Bootloader in x86-Maschinencode für den IBM PC und kompatible Computer und 2 Bytes für eine Magische Zahl.
Eine umfassende Aufteilung von Datenspeicher auf der Ebene eines Dateisystems (siehe Logical Volume Manager) ist nicht Teil des Begriffs, jedoch stützen sich diese meist auf eine vorhandene Partitionierung mittels Partitionstabellen. Auch RAID-Konfigurationen, die auf bestehende Partitionen aus Partitionstabellen aufbauen, sind möglich, sowie der umgekehrte Fall, dass eine Partitionstabelle innerhalb einer bestehenden RAID-Konfiguration definiert ist.

## Bezeichnungen
Als synonyme Bezeichnung hat sich Partitionsschema, englisch partition scheme und partition style, etabliert. Dies ist durchaus auch auf die ursprüngliche Plattform bezogen, sodass z. B. oft vom PC-Partitionsschema oder vom Mac-Partitionsschema die Rede ist. Diese Bezeichnungen sind jedoch ungenau, weil auf diesen Plattformen verschiedene Partitionstabellen gebräuchlich sind: Am PC mit BIOS (bis ca. 2010) ist es der Master Boot Record, am Macintosh bis 2006 ist es die Apple Partition Map, während beide Plattformen mit EFI bzw. UEFI die GUID-Partitionstabelle (GPT) verwenden. Zur eindeutigeren Unterscheidung ist daher auch MBR-Partitionsschema und GPT-Partitionsschema gebräuchlich. Aber es kommen auch Mischformen vor, etwa GUID-Partitionstabellenschema oder -Partitionstabellentyp.
Je nachdem, auf was Bezug genommen wird, heißt die MBR-Partitionstabelle jedoch auch MS-DOS-Partitionstabelle oder -Partitionsschema (englisch DOS type partition table), weil der Master Boot Record 1983 mit MS-DOS 2.0 eingeführt wurde. Aber auch PC-Partitionierungsschema, englisch PC style partitioning, ist eine mögliche Bezeichnung für die Partitionstabelle im Master Boot Record.
Da die Begriffe sehr ungenau sind, kommt es jedoch auf den Kontext an. So kann der Begriff Partitionsschema auch das Aufteilen der Partitionen für eine Unix-Betriebssysteminstallation bedeuten, etwa wenn einzelne Verzeichnisse gemäß FHS als separate Partitionen erstellt werden. Unter FreeBSD wird diese Aufteilung hingegen als Partitionslayout bezeichnet.

## Einrichtung
Unter den meisten Betriebssystemen auf PCs werden Partitionstabellen mit einem Programm namens fdisk eingerichtet. Es gibt aber auch eine Vielzahl weiterer Programme, um eine Festplatte zu partitionieren.
Moderne Betriebssysteme mit grafischer Benutzeroberfläche bieten meist ein einfach zu bedienendes grafisches Dienstprogramm zum Erstellen und Verwalten von Partitionen (unterschiedlicher Partitionstabellen) an. Unter Windows ist dies die Datenträgerverwaltung, bei Linux- und BSD-Distributionen ist meist ein entsprechendes geführtes Modul beim Installationsprogramm enthalten bzw. wird üblicherweise ein auf GNU Parted gestütztes Frontend mitgeliefert. In Mac OS X/OS X/macOS ist neben diversen Kommandozeilenprogrammen das Festplattendienstprogramm als grafisches Partitionierungswerkzeug enthalten.

## Interoperabilität
Auf Festplatten für IBM-PC-kompatible Computer mit BIOS wird der Master Boot Record (kurz: MBR) als Partitionstabelle verwendet. Da er auf fast allen gängigen Betriebssystemen und Plattformen unterstützt wird, hat er sich als De-facto-Standard für die Partitionierung auf externen Speichermedien (z. B. Speicherkarten, USB-Sticks, Zip-Disketten) etabliert. Man findet ihn daher auf Geräten wie MP3-Playern oder Autoradios (wenn ein USB-Stick angesteckt wird) ebenso wie auf externen Speichermedien aller Art.
Weil die MBR-Partitionstabelle ein Größenlimit von 2,2 TB aufweist, hat sich seit ca. 2010 auf Festplatten, die größer als rund 2 TB sind, der MBR-Nachfolger GUID-Partitionstabelle, kurz GPT, als neuer De-facto-Standard etabliert. Diese Partitionstabelle wurde etwa um das Jahr 2000 von Intel mit der EFI-Spezifikation definiert und soll einige Einschränkungen des MBR als dessen Nachfolger aufheben. Somit ist die Chance groß, dass ein Gerät, wenn es Speichermedien mit >2,2 TB Speicherkapazität unterstützt, neben MBR auch GPT lesen kann.
Obwohl auf Speichermedien eine Art von Partitionierung immer möglich ist, ist sie keineswegs notwendig. Einige Betriebssysteme verlangen jedoch eine Partitionstabelle, um auf ein Speichermedium zugreifen zu können, könnten ein Speichermedium ohne Partitionstabelle als leer betrachten und ohne Rückfrage darauf schreiben, oder haben Einschränkungen beim Zugriff und können nur bestimmte Partitionen verwenden. Als Nachfolger des Master Boot Record enthält die GUID-Partitionstabelle (GPT) zusätzlich eine MBR-Partitionstabelle mit nur einem Eintrag, der den gesamten belegbaren Speicherplatz umfasst, was den Datenträger für alte Betriebssysteme als belegt kennzeichnet und somit den Inhalt der GUID-Partitionstabelle schützt (siehe Schutz-MBR – protective MBR).
Auf verschiedenen Systemen und Plattformen sind für Startmedien meist spezifische Partitionstabellen, oft in Kombination mit definierten Partitionen und Dateisystemen, erforderlich. Startmedien sind Speichermedien, die zum Systemstart (englisch booten) verwendet werden können. Dies trifft für Workstations ebenso zu wie für u. a. eingebettete Systeme und mobile Geräte. Beispiele im Bereich der Personal Computer sind etwa Apple Macintosh mit APM bis 2005 und Amiga mit Rigid Disk. Auf modernen IBM-PC-kompatiblen Computern mit dem BIOS-Nachfolger UEFI wie auch auf Apple-Computern seit 2006 wird GUID Partition Table (GPT) verwendet.

## Liste der Partitionstabellen
- Volume Table Of Contents (vor 1980), Inhaltsverzeichnis auf Speichersystemen von Mainframes
- Master Boot Record (1983), Partitionstabelle und Bootsektor auf BIOS-basierten IBM-PC-kompatiblen Computern
- Apple Partition Map (1987), Partitionstabelle auf m68k- und PowerPC-basierten Macintosh-Computern
- Disklabel (1988), eine mögliche Partitionstabelle auf allen BSD-Betriebssystemen seit 4.3BSD-Tahoe
- Amiga Rigid Disk, Partitionstabelle auf m68k- und PowerPC-basierten Amiga-Computern
- GUID Partition Table (2000), Partitionstabelle auf EFI-basierten Computern und (ab rund 2010) auf Speichermedien mit über 2 TB Speicherkapazität